# Polyrhachis vermiculosa
Polyrhachis vermiculosa är en myrart som beskrevs av Mayr 1876. Polyrhachis vermiculosa ingår i släktet Polyrhachis och familjen myror. Inga underarter finns listade i Catalogue of Life.